# جانلويجي دوناروما
جانلويجي دوناروما (النطق الإيطالي: [dʒanluˈiːdʒi ˌdɔnnaˈrumma]؛ مواليد 25 فبراير 1999) هو لاعب كرة قدم إيطالي يلعب كحارس مرمى مع باريس سان جيرمان و‌المنتخب الإيطالي. وسبق وأن لعب مع نادي ميلان الإيطالي.
بدأ مسيرته المهنية مع ميلان في عام 2015، ليصبح ثاني أصغر حارس مرمى في تاريخ الدوري الإيطالي، بعمر 16 عامًا و242 يومًا؛ شارك على الفور في التشكيلة الأساسية، وكسب سمعة كواحد من أكثر حراس المرمى الشباب الواعدين في العالم. كما حطم الرقم القياسي كأصغر لاعب يشارك مع المنتخب الإيطالي تحت 21 سنة، بعمر 17 عامًا و28 يومًا في مارس 2016. وبعد ستة أشهر، شارك لأول مرة على المستوى الدولي، ليصبح أصغر حارس مرمى يشارك مع إيطاليا في التاريخ، بعمر 17 عامًا و189 يوما.

## مسيرته الكروية

### ميلان

#### 2003–15: بداياته المبكرة
نشأ دوناروما في أكاديمية نادي نابولي لكرة القدم في مسقط رأسه كاستيلاماري دي ستابيا، التي انضم إليها في عام 2003. في عام 2013، في سن الرابعة عشرة، تم التوقيع معه من قبل ميلان مقابل 250 ألف يورو عندما كان يبلغ من العمر 14 عام. وهو نفس الفريق الذي كان أخوه الأكبر أنتونيو قد لعب معه في السابق. بين عامي 2013–2015، كان جزءًا من أكاديمية روسونيري للشباب، حيث كان يلعب دائمًا في الفئة العمرية التي تسبقه، بدءًا من جيوفانيسيمي، ثم ألّييفي، وأخيرًا في بريمافيرا. قبل ثلاثة أيام من عيد ميلاده السادس عشر، في فبراير 2015، تلقى أول إستدعى له للفريق الأول من المدرب فيليبو إنزاغي.على الرغم من أنه لم يشارك في مباراة الدوري ضد تشيزينا، إلا أن وجوده على مقاعد البدلاء كان يلفت النظر بسبب عمره. في مارس 2015، وقع دوناروما أول عقد احترافي له مع ميلان، اعتبارًا من 1 يوليو 2015 حتى 30 يونيو 2018.

#### 2015–16: سطوع نجمه وخطفه للمركز الأساسي
في بداية موسم 2015–16، تمت ترقية دوناروما إلى الفريق الأول من قبل المدرب سينيشا ميهايلوفيتش، في البداية كحارس مرمى ثالث من خلف دييغو لوبيز وكريستيان أبياتي. خلال جولة ميلان للتحضيرة إلى الموسم الجديد في الصين، لعب أول مباراة له في مباراة الكأس الدولية للأبطال ضد ريال مدريد في 30 يوليو. بعد أن حل محل لوبيز في الدقيقة 72، احتفظ بنظافة شبكة لبقية المباراة، لكنه كان أحد لاعبي ميلان الذين أضاعوا ركلات الجزاء ليخسروا 10–9 بركلات الترجيح. وشهد ظهوره اللاحق ضد ساسولو في نهائي كأس تيم تصديه لركلتي جزاء في ركلات الجزاء الترجيحية ليضمن الفوز لميلان.
لعب دوناروما أول مباراة رسمية له في الدوري الإيطالي في 25 أكتوبر ضد ساسولو على ملعب سان سيرو. وساعد فريقه لتحقيق الفوز بنتيجة 2–1 بعد ثلاث مباريات بدون فوز. في سن 16 و242 يوما، كان ثاني أصغر حارس مرمى يلعب مباراة في تاريخ كرة القدم الإيطالية؛ 13 يومًا أقدم من جوزيبي ساكي، الذي صادف مشاركته لأول مرة مع ميلان في نفس التاريخ، قبل 73 سنة.
في وقت لاحق أشاد به لوبيز ووصفه بأنه «مستقبل ميلان والكرة الإيطالية». حافظ دوناروما على شباكه نظيفة بعد ثلاثة أيام في الفوز 1–0 على كييفو. بعد ثلاثة انتصارات متتالية مع دوناروما في التشكيلة الأساسية، تجنب ميلان الهزيمة أمام أتالانتا نتيجة أداء رائع من حارسه. وعلقت لاغازيتا ديلو سبورت قائلة: «عمل دوناروما المعجزات». أكسبه أدائه في ذلك العام مكانًا بين أفضل 25 لاعبًا في تصنيف جائزة دون بالون لأفضل لاعبي كرة القدم في العالم تحت سن 21 عامًا.

#### 2016–2021: حجز مركز أساسي في التشكيلة

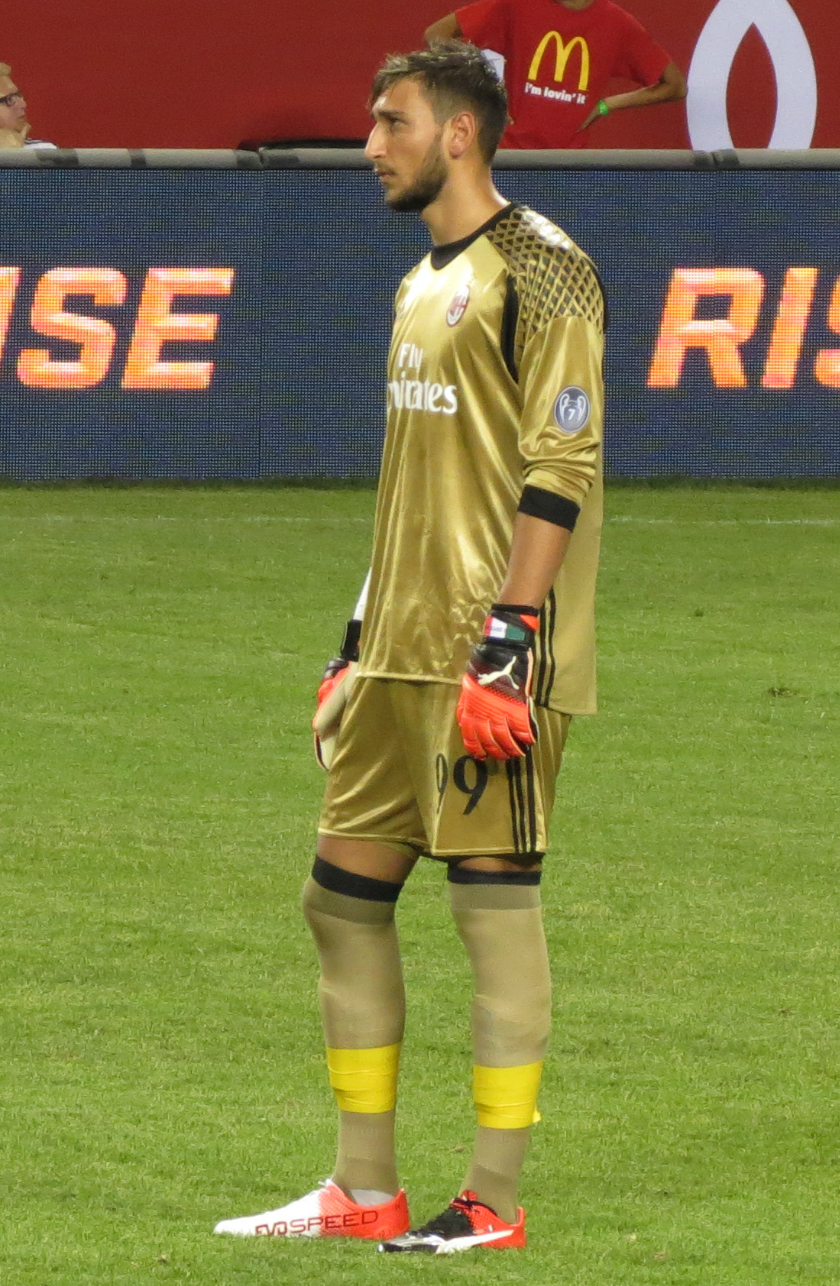
دوناروما يلعب مع ميلان في مباراة ما قبل موسم 2016–17.

في المباراة الافتتاحية لموسم الدوري في موسم 2016–17 ضد تورينو، في 21 أغسطس، تصدى دوناروما لأول ركلة جزاء في مسيرته; بعد أن تصدى لتسديدة أندريا بيلوتي في الوقت المحتسب بدل الضائع، مما مكّن ميلان من تحقيق الفوز بنتيجة 3–2 في سان سيرو. حافظ على نظافة شباكة لأول مرة في هذا الموسم في مباراة الفوز 1–0 على سامبدوريا في 16 سبتمبر. في 23 ديسمبر، ساعد دوناروما في قيادة ميلان للفوز بكأس السوبر الإيطالي، بعد تصديه لركلة جزاء باولو ديبالا في ركلات الجزاء ترجيحية. في 15 يونيو 2017، أعلن في البداية أن دوناروما لن يجدد عقده مع ميلان، ولكن في 11 يوليو، بعد الكثير من الإشاعات، جدد مع ميلان حتى عام 2021. بموجب شروط العقد الجديد، الذي تفاوض عليه الوكيل مينو رايولا نيابة عن اللاعب، ارتفع راتب دوناروما السنوي إلى 6 ملايين يورو؛ وتضمنت الصفقة أيضًا اتفاقًا شفهيًا لتوقيع شقيقه الأكبر، أنتونيو، كحارس مرمى احتياطي براتب سنوي قدره مليون يورو.
لعب دوناروما أول مباراة له في أوروبا بمباراة الفوز 1–0 على كرايوفا في مباراة الذهاب من مباراة التأهل لبطولة الدوري الأوروبي في 27 يوليو 2017، حيث نجح في الاحتفاظ بنظافة شباكة. كما أنه احتفظ بنظافة شباكة مرة أخرى في مباراة الإياب في الأسبوع التالي، حيث تغلب ميلان على خصمه 2–0. احتفظ بنظافة شباكة للمرة الثالثة على التوالي في المباراة التي فاز فيها ميلان على شكينديا 6–0. أبقى شباكة نظيفة مرة أخرى في أول مباراة له في الدوري الإيطالي أمام كروتوني. في 30 ديسمبر 2017، لعب دوناروما مباراته رقم 100 مع ميلان في مباراة التعادل 1–1 مع فيورنتينا، وأصبح أصغر لاعب يشارك في 100 مباراة مع ميلان. في 15 أبريل 2018، أصبح دوناروما أصغر لاعب يصل إلى 100 مباراة في الدوري الإيطالي، حيث كان يبلغ من العمر 19 عامًا و49 يومًا، بعد التعادل 0–0 أمام نابولي. في 9 مايو، شارك دوناروما في هزيمة ميلان 4–0 أمام يوفنتوس في نهائي كأس إيطاليا، الذي فاز بلقبه الرابع على التوالي.
بعد وصول بيبي رينا خلال موسم 2018–19، أعلن المدير الفني جنارو غاتوزو أن الحارسين سيشتركان في دور حارس المرمى، حيث شارك دوناروما في الدوري الإيطالي، بينما شارك رينا في الدوري الأوروبي. في 3 فبراير 2019، تم اختيار دوناروما رجل المباراة في تعادل ميلان 1–1 خارج أرضه ضد روما في الجولة 21 من الدوري الإيطالي 2018–19، حيث تصدى لخمسة كرات خطيرة. في 10 فبراير، شارك للمرة 150 مع ميلان في فوزه 3–0 على كالياري في الدوري الإيطالي؛ ونتيجة لذلك أصبح عاشر حارس لميلان من حيث عدد المشاركات، خلف كريستيان أبياتي (380)، سيباستيانو روسي (330)، ديدا (302)، لورينزو بوفون (300)، إنريكو ألبرتوزي (233)، داريو كومبياني (221)، فابيو كوديتيشيني (183)، جيوفاني روسيتي (180)، وماريو زورزان (176).
في موسم 2020–21، استمر دوناروما في لعب دور الحارس الأساسي (مع تشيبريان تاتاروشانو كداعم أساسي) وقائد الفريق في بعض الأحيان، ولا سيما خلال الجزء الأخير من الموسم. شارك في جميع المباريات باستثناء مباراة واحدة في الدوري الإيطالي و11 مباراة في الدوري الأوروبي حيث احتل ميلان المركز الثاني ووصل إلى دور الـ16 على التوالي. قبل وأثناء الموسم، بذلت إدارة النادي العديد من المحاولات لتمديد عقد دوناروما المنتهي، لكنها فشلت في تلبية متطلبات أجر اللاعب البالغة مليون يورو شهريًا بالإضافة إلى 20 مليون يورو عمولة لوكيله مينو رايولا وانسحبوا من المفاوضات في أواخر مايو 2021.
في 26 مايو 2021، أكد مدير كرة القدم في ميلان باولو مالديني أن دوناروما سيغادر ميلان عندما ينتهي عقده في 30 يونيو. خلال الفترة التي قضاها مع ميلان، لعب دوناروما 251 مباراة مع النادي في جميع المسابقات، وحافظ على نظافة شباكه في 88 مباراة، ولعب دورًا رئيسيًا في مساعدة النادي على احتلال المركز الثاني في الدوري الإيطالي (والتأهل إلى دوري أبطال أوروبا لأول مرة منذ 2014) في موسمه الأخير.

### باريس سان جيرمان
في 16 يونيو 2021، وقع دوناروما عقدًا مدته خمس سنوات مع باريس سان جيرمان، كما أفاد فابريزيو رومانو والغارديان. وفقا للتقارير، عرض عليه باريس سان جيرمان راتبا قدره 12 مليون يورو في الموسم. اجتاز الفحص الطبي بفلورنسا في 21 يونيو.

## مسيرته الدولية

### الفئات السنية
كان دوناروما الحارس الأول للمنتخب الإيطالي تحت 17 سنة في بطولة أوروبا تحت 17 سنة لكرة القدم 2015.
في 5 نوفمبر 2015، تلقى أول دعوة للاتحاق بالمنتخب الإيطالي تحت 21 سنة، قبل المباراتين ضد صربيا وليتوانيا. شارك لأول مرة في صفوف منتخب إيطاليا تحت 21 سنة يوم 24 مارس 2016، في فوز 4–1 على جمهورية أيرلندا، ليصبح أصغر لاعب على الإطلاق يمثل المنتخب بعمر 17 سنة.

### المنتخب الأول
كان من المتوقع مشاركة دوناروما في بطولة أمم أوروبا 2016، إلا أن أنطونيو كونتي لم يستدعيه إلى نهائيات البطولة. في 27 أغسطس، تم استدعاؤه إلى المنتخب الأول من قبل المدرب جيامبييرو فينتورا في مباراة ودية ضد فرنسا في 1 سبتمبر وتصفيات كأس العالم 2018 يوم 5 سبتمبر ضد إسرائيل، مما جعله أصغر لاعب يتم استدعاؤه إلى المنتخب الأول منذ 1911، ويبلغ من العمر 17 عاما وستة أشهر. في 1 سبتمبر، في المباراة التي كانت ضد فرنسا، شارك في مباراة له، بعد دخوله كبديل لبوفون بين الشوطين في مباراة الخسارة 3–1. ليصبح أصغر حارس مرمى يشارك في تاريخ المنتخب الإيطالي وهو بعمر 17 عامًا و189 يومًا. في 28 مارس 2018، شارك لأول مرة كلاعب أساسي في المباراة التي انتهت بفوز منتخبه 2–1 على هولندا. ليصبح أصغر حارس مرمى في إيطاليا يشارك كأساسي وهو بعمر 18 عامًا و 31 يومًا.
في يونيو 2017، تم ضمه إلى تشكيلة إيطاليا تحت 21 سنة لبطولة أوروبا تحت 21 سنة من قبل المدرب لويجي دي بياجو. تم إقصاء إيطاليا في نصف النهائي بعد الهزيمة 3–1 أمام إسبانيا في 27 يونيو.
يعتبر على نطاق واسع وريث بوفون، بعد الاعتزال الدولي للأخير في 2018 تم اختيار دوناروما كحارس مرمى من قبل المدرب الجديد روبرتو مانشيني ولعب كأساسي في جميع مباريات دوري الأمم الأوروبية 2018–19.

#### يورو 2020
في يونيو 2021، تم ضم دوناروما إلى تشكيلة إيطاليا المشاركة في بطولة أمم أوروبا 2020. في مباراته الأولى في المسابقة، في 11 يونيو ضد تركيا، حافظ على نظافة شباكه في الفوز 3–0. وفي مباراته الثانية ضد سويسرا، انتصرت إيطاليا بذات النتيجة. وفي المباراة الأخيرة في المجموعات أمام ويلز، فازت إيطاليا بهدف دون رد. في نصف النهائي ضد إسبانيا في 6 يوليو، بعد التعادل 1–1 بعد الأشواط الإضافية، تصدى لركلة الجزاء التي نفذها ألفارو موراتا ليساعد إيطاليا في الفوز بركلات الترجيح 4–2، مما سمح لإيطاليا بالتأهل إلى نهائي البطولة.

## أسلوب لعبه
يعتبر دوناروما منذ فترة طويلة أحد أكثر اللاعبين الواعدين في إيطاليا، وواحد من أكثر لاعبي كرة القدم الشباب الواعدين في جيله، ويُعتبر على نطاق واسع خليفة جانلويجي بوفون. بدوره أشاد بوفون نفسه بالقوة البدنية والقدرات الفنية للمراهق ورباطة الجأش وحسن صنع القرار لديه. وتوقع «مسيرة استثنائية» له في المستقبل، وأثنى على نضج دوناروما وقدرته على التعامل مع ضغوط كونه حارس مرمى في هذه السن المبكر. وقال دينو زوف، أحد حراس المرمى الإيطاليين الفائزين بكأس العالم، بالمثل إن دوناروما يبدو أنه «مُقدّر له أن يصبح حارس مرمى عظيم»، مضيفًا أن «الأمر كله يعتمد عليه تمامًا». وصف جوفاني غالي حارس مرمى ميلان وإيطاليا السابق دوناروما بأنه حارس مرمى من الطراز العالمي، مشيدًا به على انضباطه وذكائه وتركيزه واحترافيته، على الرغم من صغر سنه.
أشاد ملف تعريف إي إس بي إن لعام 2015 بمهارات حراسة المرمى الأساسية لدوناروما، وحدد بُنيته النحيلة الكبيرة ونطاق وصوله وخفة حركته وطبيعته الهادئة باعتبارها أكبر نقاط قوته. ووصف الكاتب نيك دورنغتون المراهق أيضًا بأنه «قائد بالفطرة و[يتمتع] بالثقة اللازمة لتنظيم دفاع يضم لاعبين يبلغون ضعف عمره». على الرغم من قامته الطويلة والرائعة، يتمتع Donnarumma بردود فعل جيدة، وهو فعال في إيقاف ضربات الجزاء. كما أشاد مات جونز بقدرة Donnarumma على على إيقاف التسديدات، وسرعته عندما يندفع بعيدًا عن مرماه لمواجهة الخصوم في المواقف الفردية. وصف كريستيان أبياتي حارس مرمى ميلان السابق دوناروما بأنه قائد مستقبلي محتمل لميلان في عام 2016، مشيرًا إلى أن مزاج دوناروما وشخصيته الانطوائية وقدرته على تحمل الضغط كانت كلها الصفات اللازمة له للنجاح في هذا الدور. على الرغم من أن دوناروما يعتبر قادر على لعب الكرة بقدميه، إلا أن النقاد مثل مينا رزوقي، وباولو مينيكوتشي، وسام لوبريستي، وكذلك حارس المرمى السابق فرناندو أورسي، قد استشهدوا بتحكمه بالكرة وتوزيعها، فضلاً عن استقامته بشكل عام، وتمركزه، وقدرته على إمساك الكرة، ولكمها، وقدرته على الدفاع بالعرضيات وقيادة صندوقه كمجالات يحتاج فيها إلى التحسين مع اكتساب المزيد من الخبرة.

## حياته الشخصية
ولد دوناروما في كاستيلاماري دي ستابيا في مقاطعة نابولي، والده ألفونسو ووالدته مارينيلا. وشقيقه الأكبر هو أنتونيو، وهو حارس مرمى أيضاً، وهو الآن زميله في نفس الفريق. منذ طفولته كان يشجع ميلان، على الرغم من أنه نشأ وهو يعتبر جانلويجي بوفون قدوته.
في 26 أكتوبر 2020، ثبتت إصابة دوناروما بمرض فيروس كورونا وسط جائحة فيروس كورونا في إيطاليا.

## الإحصائيات

### النادي
آخر تحديث 23 مايو 2021.
| النادي           | الموسم   | الدوري          | الدوري | الدوري  | الكأس  | الكأس   | أوروبا | أوروبا  | أخرى   | أخرى    | المجموع | المجموع |
| النادي           | الموسم   | الدرجة          | الظهور | الأهداف | الظهور | الأهداف | الظهور | الأهداف | الظهور | الأهداف | الظهور  | الأهداف |
| ---------------- | -------- | --------------- | ------ | ------- | ------ | ------- | ------ | ------- | ------ | ------- | ------- | ------- |
| ميلان            | 2015–16  | الدوري الإيطالي | 30     | 0       | 1      | 0       | —      | —       | —      | —       | 31      | 0       |
| ميلان            | 2016–17  | الدوري الإيطالي | 38     | 0       | 2      | 0       | —      | —       | 1      | 0       | 41      | 0       |
| ميلان            | 2017–18  | الدوري الإيطالي | 38     | 0       | 4      | 0       | 11     | 0       | —      | —       | 53      | 0       |
| ميلان            | 2018–19  | الدوري الإيطالي | 36     | 0       | 2      | 0       | 0      | 0       | 1      | 0       | 39      | 0       |
| ميلان            | 2019–20  | الدوري الإيطالي | 36     | 0       | 3      | 0       | —      | —       | —      | —       | 39      | 0       |
| ميلان            | 2020–21  | الدوري الإيطالي | 37     | 0       | 0      | 0       | 11     | 0       | —      | —       | 48      | 0       |
|                  | المجموع  | المجموع         | 215    | 0       | 12     | 0       | 22     | 0       | 2      | 0       | 251     | 0       |
| باريس سان جيرمان | 2021–22  | الدوري الفرنسي  | 0      | 0       | 0      | 0       | 0      | 0       | 0      | 0       | 0       | 0       |
| الإجمالي         | الإجمالي | الإجمالي        | 215    | 0       | 12     | 0       | 22     | 0       | 2      | 0       | 251     | 0       |

1. 1 2  المباريات في كأس السوبر الإيطالي
2. 1 2 3  المباريات في الدوري الأوروبي

### المنتخب
آخر تحديث 11 يوليو 2021.
| إيطاليا | إيطاليا | إيطاليا |
| العام   | الظهور  | الأهداف |
| ------- | ------- | ------- |
| 2016    | 2       | 0       |
| 2017    | 2       | 0       |
| 2018    | 7       | 0       |
| 2019    | 5       | 0       |
| 2020    | 6       | 0       |
| 2021    | 11      | 0       |
| المجموع | 33      | 0       |

## الإنجازات
ميلان
- كأس السوبر الإيطالي: 2016[92]

باريس سان جيرمان
- الدوري الفرنسي: 2021–22,[93] 2022–23[94]2024—25
- كأس الأبطال الفرنسي: 2022[95]
- دوري أبطال أوروبا: 2024–25

إيطاليا
- بطولة أمم أوروبا: 2020[96]
- دوري الأمم الأوروبية المركز الثالث: 2020–21[97]

الفردية
- موهبة العام من جوائز جازيتا الرياضية: 2016[98]
- الجيل القادم من موقع غول: 2017[99]
- تشكيلة العام في الدوري الإيطالي من اتحاد لاعبي كرة القدم الإيطاليين: 2019–20[100]
- أفضل حارس مرمى في الدوري الإيطالي للعام من اتحاد لاعبي كرة القدم الإيطاليين: 2020
- أفضل حارس مرمى في الدوري الإيطالي: 2020–21[101]
- أفضل لاعب في البطولة: 2020
- جائزة ياشين: 2021[102]

## وصلات خارجية
- جانلويجي دوناروما على موقع الاتحاد الدولي (مؤرشف)  (الإنجليزية)
- جانلويجي دوناروما على موقع الاتحاد الأوربي (الإنجليزية)
- جانلويجي دوناروما على موقع إي إس بي إن إف سي (الإنجليزية)
- جانلويجي دوناروما على موقع قاعدة بيانات كرة القدم.إي يو (الإنجليزية)
- جانلويجي دوناروما على موقع ليكيب (الفرنسية)
- جانلويجي دوناروما على موقع ناشيونال فوتبول تيمز (الإنجليزية)
- جانلويجي دوناروما على موقع Soccerbase.com (لاعب) (الإنجليزية)
- جانلويجي دوناروما على موقع Soccerway.com (الإنجليزية)
- جانلويجي دوناروما على موقع عالم كرة القدم.نت (الإنجليزية)
- جانلويجي دوناروما على موقع كووورة
- rumma.255127.en.html جانلويجي دوناروما على قاعدة بيانات كرة القدم